# Soslan Djanaïev
Soslan Totrazovitch Djanaïev (en russe : Сослан Тотразович Джанаев), né le 13 mars 1987 à Ordjonikidze en Russie, est un footballeur international russe, qui évolue au poste de gardien de but au FK Sotchi.
Il remporte le Prix du meilleur gardien de Russie décerné par l'hebdomadaire Ogoniok en 2016.

## Biographie

### Carrière en club
Lors de la saison 2015-16, Soslan Djanaïev est élu meilleur gardien de Premier-Liga en 2016. Avec le club du FK Rostov, Soslan Djanaïev dispute neuf matchs en Ligue des champions.
Il rompt son contrat avec le Rubin Kazan au début du mois de février 2019.

### Carrière internationale
Soslan Djanaïev compte une sélection avec l'équipe de Russie depuis 2016,.
En octobre 2009, il est convoqué pour la première fois en équipe de Russie par le sélectionneur national Guus Hiddink , pour des matchs des éliminatoires de la Coupe du monde 2010 contre l'Allemagne et l'Azerbaïdjan mais n'entre pas en jeu. Il est de nouveau convoqué par le nouveau sélectionneur Stanislav Tchertchessov en août 2016, pour des matchs amicaux contre la Turquie et le Ghana mais n'entre pas en jeu.
Le 9 octobre 2016, il honore sa première sélection contre le Costa Rica lors d'un match amical. Le match se solde par une défaite 4-3 des Russes.
Le 11 mai 2018, il figure sur la liste préliminaire de 28 joueurs pouvant participer à la Coupe du monde 2018, mais Stanislav Tchertchessov ne sélectionne pas dans sa liste finale de 23 joueurs.

## Statistiques
| Saison                | Club                      | Championnat           | Championnat | Championnat | Coupe(s) nationale(s) | Coupe(s) nationale(s) | Compétition(s) continentale(s) | Compétition(s) continentale(s) | Compétition(s) continentale(s) | Total | Total |
| Saison                | Club                      | Division              | M.          | B.          | M.                    | B.                    | Comp.                          | M.                             | B.                             | M.    | B.    |
| 2007                  | Kamaz Naberejnye Tchelny  | D2                    | 28          | 0           | -                     | -                     | -                              | -                              | -                              | 28    | 0     |
| Sous-total            | Sous-total                | Sous-total            | 28          | 0           | -                     | -                     | -                              | -                              | -                              | 28    | 0     |
| 2008                  | Spartak Moscou            | D1                    | -           | -           | -                     | -                     | -                              | -                              | -                              | 0     | 0     |
| 2009                  | Spartak Moscou            | D1                    | 26          | 0           | 1                     | 0                     | -                              | -                              | -                              | 27    | 0     |
| 2010                  | Spartak Moscou            | D1                    | 12          | 0           | -                     | -                     | -                              | -                              | -                              | 12    | 0     |
| 2013-2014             | Spartak Moscou            | D1                    | -           | -           | -                     | -                     | -                              | -                              | -                              | 0     | 0     |
| Sous-total            | Sous-total                | Sous-total            | 38          | 0           | 1                     | 0                     | -                              | -                              | -                              | 39    | 0     |
| 2010                  | Terek Grozny (prêt)       | D1                    | 3           | 0           | -                     | -                     | -                              | -                              | -                              | 3     | 0     |
| 2011-2012             | Terek Grozny (prêt)       | D1                    | 37          | 0           | 2                     | 0                     | -                              | -                              | -                              | 39    | 0     |
| 2012-2013             | Terek Grozny (prêt)       | D1                    | 1           | 0           | -                     | -                     | -                              | -                              | -                              | 1     | 0     |
| Sous-total            | Sous-total                | Sous-total            | 41          | 0           | 2                     | 0                     | -                              | -                              | -                              | 43    | 0     |
| 2012-2013             | Alania Vladikavkaz (prêt) | D1                    | 10          | 0           | -                     | -                     | -                              | -                              | -                              | 10    | 0     |
| Sous-total            | Sous-total                | Sous-total            | 10          | 0           | -                     | -                     | -                              | -                              | -                              | 10    | 0     |
| 2014-2015             | FK Rostov                 | D1                    | -           | -           | 1                     | 0                     | -                              | -                              | -                              | 1     | 0     |
| 2015-2016             | FK Rostov                 | D1                    | 30          | 0           | -                     | -                     | -                              | -                              | -                              | 30    | 0     |
| 2016-2017             | FK Rostov                 | D1                    | 13          | 0           | -                     | -                     | C1                             | 10                             | 0                              | 23    | 0     |
| Sous-total            | Sous-total                | Sous-total            | 43          | 0           | 1                     | 0                     | -                              | 10                             | 0                              | 54    | 0     |
| 2017-2018             | Rubin Kazan               | D1                    | 18          | 0           | 1                     | 0                     | -                              | -                              | -                              | 19    | 0     |
| 2018-2019             | Rubin Kazan               | D1                    | 4           | 0           | -                     | -                     | -                              | -                              | -                              | 4     | 0     |
| 2018-2019             | Miedź Legnica             | D1                    | 7           | 0           | -                     | -                     | -                              | -                              | -                              | 7     | 0     |
| Sous-total            | Sous-total                | Sous-total            | 29          | 0           | 1                     | 0                     | -                              | -                              | -                              | 30    | 0     |
| 2019-2020             | FK Sotchi                 | D1                    | 22          | 0           | -                     | -                     | -                              | -                              | -                              | 22    | 0     |
| 2020-2021             | FK Sotchi                 | D1                    | 21          | 0           | 1                     | 0                     | -                              | -                              | -                              | 22    | 0     |
| 2021-2022             | FK Sotchi                 | D1                    | 14          | 0           | 1                     | 0                     | C4                             | 1                              | 0                              | 16    | 0     |
| 2022-2023             | FK Sotchi                 | D1                    | 6           | 0           | 2                     | 0                     | -                              | -                              | -                              | 8     | 0     |
| Sous-total            | Sous-total                | Sous-total            | 63          | 0           | 4                     | 0                     | -                              | 1                              | 0                              | 68    | 0     |
| Total sur la carrière | Total sur la carrière     | Total sur la carrière | 252         | 0           | 9                     | 0                     | -                              | 11                             | 0                              | 272   | 0     |

## Palmarès
Il remporte le Prix du meilleur gardien de Russie décerné par l'hebdomadaire Ogoniok en 2016.